# NGC 920
NGC 920 est une galaxie lenticulaire située dans la constellation d'Andromède. NGC 920 a été découverte par l'astronome américain Lewis Swift en 1885. Cette galaxie a aussi été observée par l'astronome français Guillaume Bigourdan  le 28 janvier 1891 et elle a été inscrite à l'Index Catalogue sous la cote IC 1799.

## Caractéristiques
Sa vitesse par rapport au fond diffus cosmologique est de 4 730 ± 14 km/s, ce qui correspond à une distance de Hubble de 69,8 ± 4,9 Mpc (∼228 millions d'al).
À ce jour, trois mesures non basées sur le décalage vers le rouge (redshift) donnent une distance de 69,667 ± 0,289 Mpc (∼227 millions d'al), ce qui est à l'intérieur des valeurs de la distance de Hubble.
NGC 920 présente une large raie HI.

## Identification de NGC 920

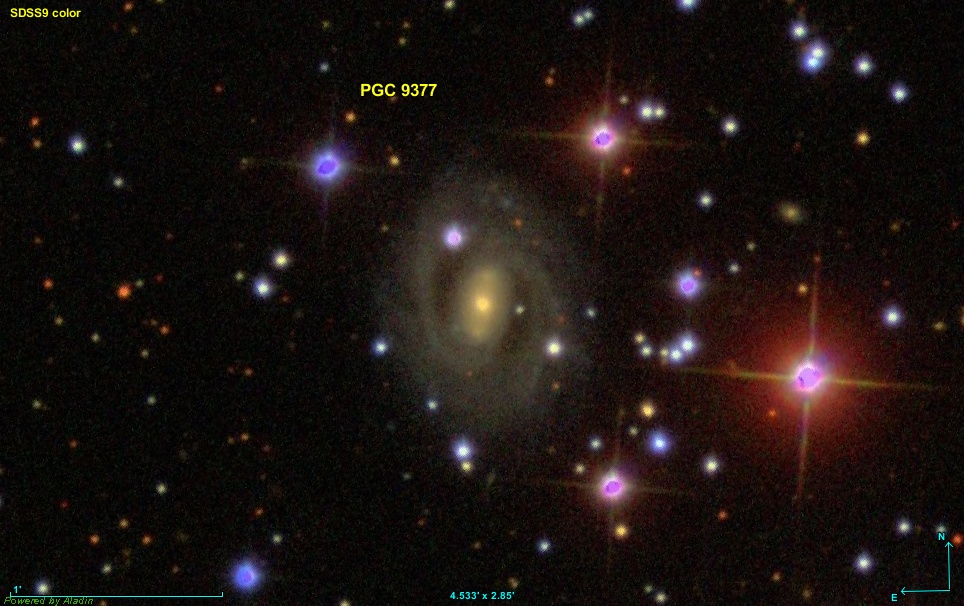
La galaxie PGC 9377 n'est pas celle observée par Swift en 1885.

Les bases de données NASA/IPAC, Simbad et HyperLeda identifie la galaxie NGC 920 comme étant PGC 9337, mais c'est une erreur.
Comme l'a fait remarquer Steve Gottlieb en 2014, il y a trois bonnes raisons de croire que PGC 9377 n'est pas NGC 920. Ce point de vue a ensuite été adopté par Wolfgang Steinicke et par Harold Corwin.

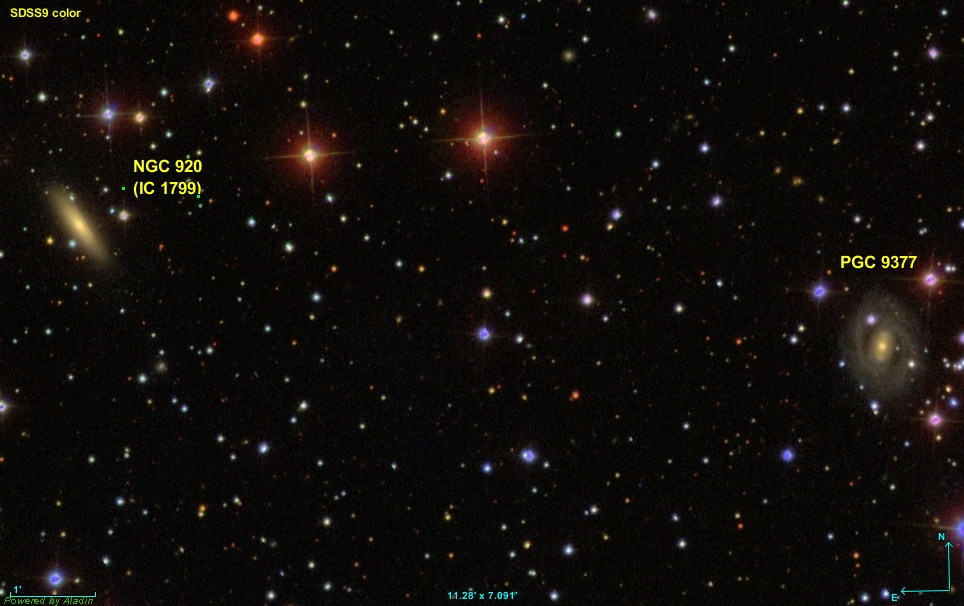
IC 1799 est à 70 secondes d'arc à l'ouest de PGC 9377. C'est cette galaxie qui a été observée par Swift en 1885.

Premièrement, il y a trois étoiles brillantes à l'ouest et près de PGC 9377 et ce fait aurait sûrement été mentionné par Swift au lieu des étoiles peu lumineuses qu'il a notées. Deuxièmement, même en connaissant la position exacte de PGC 9377 et avec un télescope de 18 pouces (45 cm), la galaxie demeure difficile à trouver et c'est une bonne raison de croire que Swift ne l'a pas vue. Finalement, Max Wolf dans sa copie de la liste II de Swift indique qu'il est certain que celui-ci a fait une erreur d'une minute ou deux dans l'ascension droite. Or, il y a à 70 secondes d'arc à l'ouest de la position de Swift une galaxie qui correspond parfaitement à la description qu'il en a donnée. Cette galaxie est IC 1799 (PGC 9432) observée en 1891 par Guillaume Bigourdan.

## Groupe de NGC 920
La galaxie NGC 920 est la galaxie la plus brillant d'un trio de galaxies qui porte son nom. Les deux autres galaxies du groupe de NGC 920 sont NGC 933 et UGC 1867. La désignation IC 1799 est utilisée dans l'article de Garcia de même que PGC 9432. Il s'agit bien de NGC 920.